# 伯恩斯湖

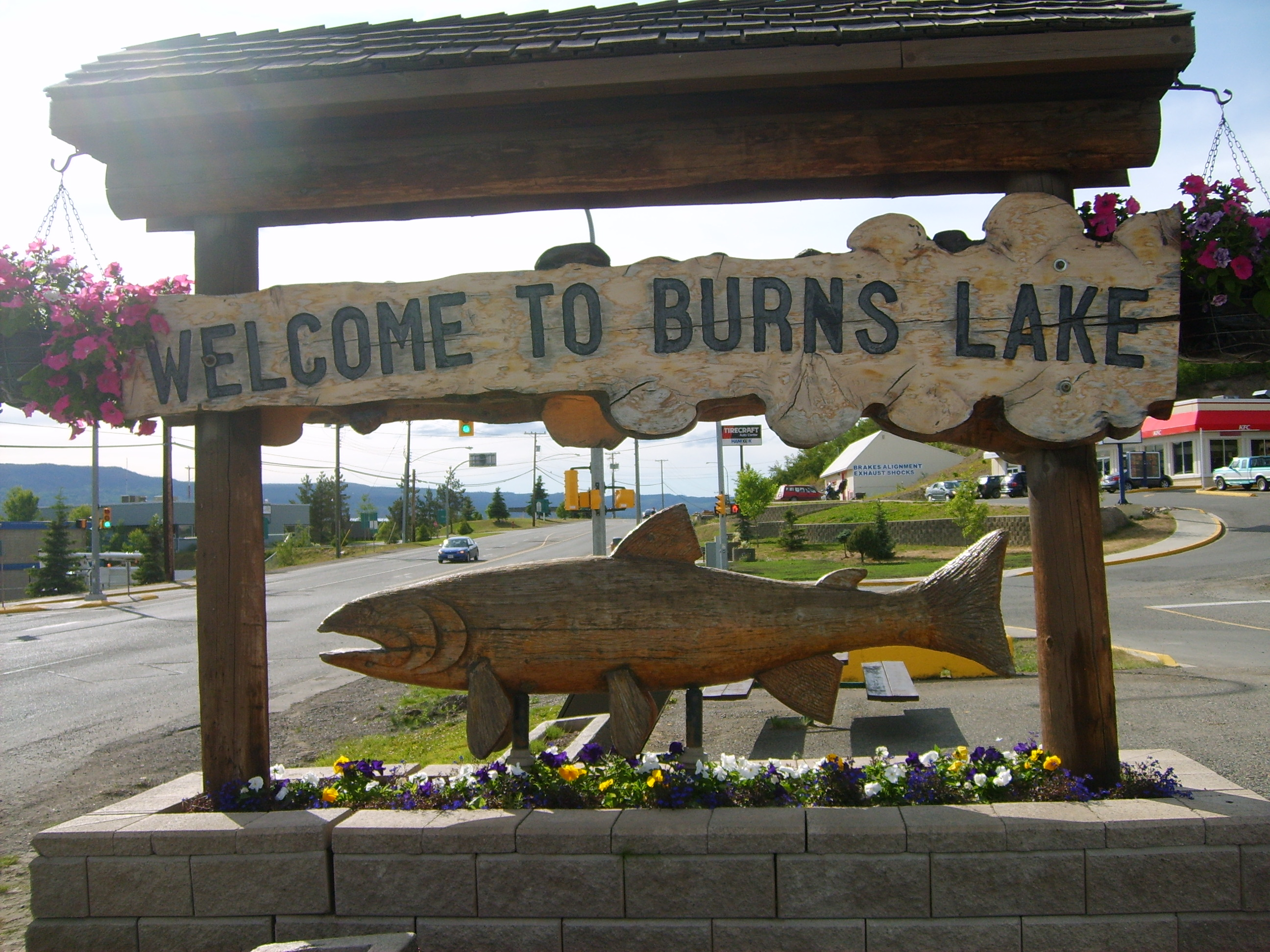
伯恩斯湖村的欢迎标志

伯恩斯湖（Burns Lake），是加拿大不列颠哥伦比亚省的一个乡村，建制于1923年。该地为博尔克里-乃查科地方行政区的行政中心。该地面积7.11平方公里，总人口1659人（2021年）。

## 历史
Bob Gerow，为伯恩斯湖创建者之一，与Jack Seely以及Howard Laidlaw 创建了伯恩斯湖贸易公司。他们在杰罗岛上建立了一个旅馆和锯木厂。伯恩斯湖的第一份报纸为Observer, 由Sidney Godwin编辑出版。